# Кинеска сазвежђа
Традиционална кинеска астрономија има систем поделе небеске сфере на звездана јата и сазвежђа познатих као "функционери" (кинески 星官xīng guān).
Кинески астеризми, као по правилу, мањи од сазвежђа Хеленске традиције.
За време династије Сунг (13. век) Суџоу планисфера показује укупно 283 астеризма, сачињених од 1,565 појединачних звезда.
Астеризми су подељени у четири групе, у двадесет осам палата дуж еклиптике, и у три куће северног неба.
Јужно небо је додато као пета група на крају династије Минг, на основу европских звезданх карата, које су садржале додатних 23 астеризам.
Центар три куће (三垣, Sān Yuán) је северни небески пол. Оне укључују оне звезде које се могу видети током целе године (из Кине).
Двадесет осам палата (二十八宿, Èrshíbā Xiù) формирају еклиптички координатни систем који се користи за звезде које се не могу видети током целе године (из Кине). Оне су подељене на основу кретања Месеца у року од лунарног месеца.

## Историја
Кинески систем се развија независно од грчко-римског система од најмање 5 века п. н е. Међутим можда су раније међусобно утицали један на другог, на шта алудирају паралеле са древном Вавилонском астрономијом.
Систем од двадесет осам лунарних палата веома је сличнан (мада не и идентичан) Индијском Накшатра систему. Тренутно није познато да ли је било међусобног утицаја у историји кинеског и индијског система.
Најстарији од преживелих кинеских звезданих карата су из времена династије Танг.
Јужни небо је било непознато старим кинезима и самим тим није спадало у традиционални систем. Тек у 16. веку, због ступањем у контакт са европским светом Ксу Гуанци (астроном краја династије минг) уводи још 23 астеризма базираних на европским звезданим мапама. Астеризми "Јужног неба" (近南極星區) сада се такође третирају као део традиционалног кинеског система.

## Терминологија
Кинеска реч "звезда или небеско тело" је 星 xīng.
Симбол 星 је фоносемантичка. Њен идеографички део 晶 (ознака jīng "светло блистав") приказује три звезде (три пута "сунчев" кључ 日).
Савремени кинески термин "сазвежђе" је 星座 xīng zuò (座 је класификатор за велике непокретне објекте), док термин 星官 xīng guān остаје резервисан за традиционални систем. Општи термин "астеризам" је 星群 xīng qún (у буквалном преводу "група звезда").

## Три Куће
Три куће су: Љубичаста забрањена кућа (紫微垣, Zǐ Wēi Yuán), Кућа врховне палате (太微垣, Tài Wēi Yuán) и Кућа небеске пијаце (天市垣, Tiān Shì Yuán).
Љубичаста забрањена кућа обухвата најсевернији део ноћног неба.
Кућа врховне палате се налази на истоку и северу, а Кућа небеске пијаце на западу и југу.
- Леви зид врховне палате 太微左垣 (Девица / Береникина коса)
- Десни зид врховне палате 太微右垣 (Лав / Девица)
- Леви зид небеске пијаце 天市左垣 (Херкул / Змија / Змијоноша / Орао)
- Десни зид небеске пијаце 天市右垣 (Змија / Змијоноша / Херкул)

Љубичаста забрањена кућа заузима најсевернији део ноћног неба. Са тачке гледишта старих кинеза љубичаста забрањена кућа се налази у средини неба и окружена је свим другим звездама.
Она покрива модерни сазвежђа Малог медведа, Змаја, Жирафе, Цефеја, Касиопеје, Кочијаша, Волара и делове Великог медведа, Ловачког пса, Малог лава и Херкула.
Кућа врховне палате покрива модерна сазвежђу Девице, Береникине косе и Лава и делове Ловачког пса, Великог медведа и Малог лава.
Кућа небеске пијаце обухвата модерна сазвежђа Змије, Змијоноше, Орла, Северне круне и делове Херкула.

## Двадесет Осам Палата
Двадесет осам палата су груписане у четири симбола, од којих је сваки повезан са смером компаса и садржи седам кућа. Имена и звезде које су садржане су:
| Четири Симбола (四象)                 | Палата (宿) | Палата (宿)    | Палата (宿)   | Палата (宿)         |
| Четири Симбола (四象)                 | Број        | Назив (pinyin) | Превод        | Одговарајућа звезда |
| ------------------------------------- | ----------- | -------------- | ------------- | ------------------- |
| Азурни Змај Истока (東方青龍) Пролеће | 1           | 角 (Jué/Jiăo)  | Рог           | α Vir               |
| Азурни Змај Истока (東方青龍) Пролеће | 2           | 亢 (Kàng)      | Врат          | κ Vir               |
| Азурни Змај Истока (東方青龍) Пролеће | 3           | 氐 (Dī)        | Корен         | α Lib               |
| Азурни Змај Истока (東方青龍) Пролеће | 4           | 房 (Fáng)      | Соба          | π Sco               |
| Азурни Змај Истока (東方青龍) Пролеће | 5           | 心 (Xīn)       | Срце          | α Sco               |
| Азурни Змај Истока (東方青龍) Пролеће | 6           | 尾 (Wěi)       | Реп           | μ Sco               |
| Азурни Змај Истока (東方青龍) Пролеће | 7           | 箕 (Jī)        | Плетена Корпа | γ Sgr               |
| Црна Корњача Севера (北方玄武) Зима   | 8           | 斗 (Dǒu)       | (Јужна) Кола  | φ Sgr               |
| Црна Корњача Севера (北方玄武) Зима   | 9           | 牛 (Niú)       | Во            | β Cap               |
| Црна Корњача Севера (北方玄武) Зима   | 10          | 女 (Nǚ)        | Девојка       | ε Aqr               |
| Црна Корњача Севера (北方玄武) Зима   | 11          | 虛 (Xū)        | Празноћа      | β Aqr               |
| Црна Корњача Севера (北方玄武) Зима   | 12          | 危 (Wéi/Wēi)   | Кров          | α Aqr               |
| Црна Корњача Севера (北方玄武) Зима   | 13          | 室 (Shì)       | Кућа          | α Peg               |
| Црна Корњача Севера (北方玄武) Зима   | 14          | 壁 (Bì)        | Зид           | γ Peg               |
| Бели Тигар Запада (西方白虎) Јесен    | 15          | 奎 (Kuí)       | Ноге          | η And               |
| Бели Тигар Запада (西方白虎) Јесен    | 16          | 婁 (Lóu)       | Веза          | β Ari               |
| Бели Тигар Запада (西方白虎) Јесен    | 17          | 胃 (Wèi)       | Стомак        | 35 Ari              |
| Бели Тигар Запада (西方白虎) Јесен    | 18          | 昴 (Mǎo)       | Чупава Глава  | 17 Tau              |
| Бели Тигар Запада (西方白虎) Јесен    | 19          | 畢 (Bì)        | Мрежа         | ε Tau               |
| Бели Тигар Запада (西方白虎) Јесен    | 20          | 觜 (Zī)        | Корњачин Кљун | λ Ori               |
| Бели Тигар Запада (西方白虎) Јесен    | 21          | 參 (Shēn)      | Три Звезде    | ζ Ori               |
| Вермилион Птица Југа (南方朱雀) Лето  | 22          | 井 (Jǐng)      | Бунар         | μ Gem               |
| Вермилион Птица Југа (南方朱雀) Лето  | 23          | 鬼 (Guǐ)       | Дух           | θ Cnc               |
| Вермилион Птица Југа (南方朱雀) Лето  | 24          | 柳 (Liǔ)       | Врба          | δ Hya               |
| Вермилион Птица Југа (南方朱雀) Лето  | 25          | 星 (Xīng)      | Звезда        | α Hya               |
| Вермилион Птица Југа (南方朱雀) Лето  | 26          | 張 (Zhāng)     | Бачена Мрежа  | υ¹ Hya              |
| Вермилион Птица Југа (南方朱雀) Лето  | 27          | 翼 (Yì)        | Крилла        | α Crt               |
| Вермилион Птица Југа (南方朱雀) Лето  | 28          | 軫 (Zhěn)      | Кочија        | γ Crv               |

## Јужни Астеризми (近南極星區)
Небо око Јужног небеског пола је било непознато старим кинезима. Дакле, оно није било укључено у три куће и двадесет осам палата. Међутим, на краја династије Минг, Ксу Гуанци  је увео још 23 астеризма, заснованих на европским звезданим мапама. Ови астеризми су тако укључени у традиционалне кинеске звездане Мапе.
Ови астеризми су :
| Српски назив      | Кинески назив          | Број звезда | Хеленистичка сазвежђа     |
| ----------------- | ---------------------- | ----------- | ------------------------- |
| Море и планина    | 海山 (Hǎi Shān)        | 4           | Прамац/Кентаур/Мува/Једра |
| Крст              | 十字架 (Shí Zì Jià)    | 4           | Јужни крст                |
| Коњски реп        | 馬尾 (Mǎ Wěi)          | 3           | Кентаур                   |
| Коњски стомак     | 馬腹 (Mǎ Fù)           | 3           | Кентаур                   |
| Пчела             | 蜜蜂 (Mì Fēng)         | 4           | Мува                      |
| Троугао           | 三角形 (Sān Jiǎo Xíng) | 3           | Јужни тругао              |
| Егзотична птица   | 異雀 (Yì Què)          | 9           | Рајска Птица / Октант     |
| Паун              | 孔雀 (Kǒng Què)        | 11          | Паун                      |
| Персиа            | 波斯 (Bō Sī)           | 11          | Индус / Телескоп          |
| Змијски реп       | 蛇尾 (Shé Wěi)         | 4           | Октант / Мала Хидра       |
| СжЗмијски стомак  | 蛇腹 (Shé Fù)          | 4           | Мала Хидра                |
| Змијска глава     | 蛇首 (Shé Shǒu)        | 2           | Мала Хидра / Мрежица      |
| Птичији кљун      | 鳥喙 (Niǎo Huì)        | 7           | Тукан                     |
| Ждрал             | 鶴 (Hè)                | 12          | Ждрал / Тукан             |
| Ватрена птица     | 火鳥 (Huǒ Niǎo)        | 10          | Феникс / Вајар            |
| Крива текућа вода | 水委 (Shuǐ Wěi)        | 3           | Еридан / Феникс           |
| Блиски беле пеге  | 附白 (Fù Bái)          | 2           | Мала Хидра                |
| Спојене беле пеге | 夾白 (Jiā Bái)         | 2           | Мрежица / Златна риба     |
| Златна рибица     | 金魚 (Jīn Yú)          | 5           | Златна риба               |
| Морски камен      | 海石 (Hǎi Dàn)         | 5           | Прамац                    |
| Летећа риба       | 飛魚 (Fēi Yú)          | 6           | Летећа риба               |
| Јужни брод        | 南船 (Nán Chuán)       | 5           | Прамац                    |
| Мала кола         | 小斗 (Xiǎo Dǒu)        | 9           | Камелеон                  |

## Традиционални кинески називи звезда
Стари кинески астрономи су систематски одређивали називе звезда, мало више од хиљаду година пре него што је Јохан Бајер то урадио на сличан начин. У принципу, свакој звезди је додељен астеризам. Затим је број додељен тој звезди у овом астеризме. На овај начин, звезди је одређен "Назив астеризма" + "Број". Нумерисање звезда у астеризму, међутим, није на основу привидне величине ове звезде, него њеног положаја у астеризму. (Бајеров систем понекад користи овај кинески метод, значајно са звездама великих кола, које су приближно исте величине.)
На пример, Алтаир се на кинеском језику зове 河鼓二 . 河鼓  је име астеризма (буквално бубањ на реци). 二 је број ознака (две). Дакле то  буквално значи "друга звезда бубања на реци".
Неке звезде такође имају традиционалне називе, често у вези са митологијом и астрологијом. На пример, Алтаир је познатији као 牛郎星 или 牵牛星 (Звезда Пастира) на кинеском, по митолошкој причи  пастира и девојке ткачице.
Ове ознаке се и даље користе, у савременој кинеској астрономије.